# دافينو فيرهولست
دافينو فيرهولست (25 نوفمبر 1987 ببيفيرن في بلجيكا - ) هو لاعب كرة قدم بلجيكي في مركز حراسة المرمى. شارك مع منتخب بلجيكا تحت 19 سنة لكرة القدم. أما مع النوادي، فقد لعب مع فيلم تو تيلبورغ ونادي جينك ونادي سينت ترويدن ونادي لوكيرين وبيفيرين.

## وصلات خارجية
- دافينو فيرهولست على موقع الاتحاد البلجيكي (الإنجليزية)
- دافينو فيرهولست على موقع قاعدة بيانات كرة القدم.إي يو (الإنجليزية)
- دافينو فيرهولست على موقع ليكيب (الفرنسية)
- دافينو فيرهولست على موقع Soccerbase.com (لاعب) (الإنجليزية)
- دافينو فيرهولست على موقع Soccerway.com (الإنجليزية)
- دافينو فيرهولست على موقع عالم كرة القدم.نت (الإنجليزية)
- دافينو فيرهولست على موقع AS.com (الإسبانية)